# Olli Juolevi
Olli Juolevi (* 5. Mai 1998 in Helsinki) ist ein finnischer Eishockeyspieler, der seit November 2023 bei Tappara Tampere aus der finnischen Liiga unter Vertrag steht und dort auf der Position des Verteidigers spielt. Zuvor war Juolevi insgesamt drei Jahre in der Organisation der Vancouver Canucks, die ihn im NHL Entry Draft 2016 ausgewählt hatten, und jeweils kurzzeitig bei den Florida Panthers und Detroit Red Wings in der National Hockey League (NHL) aktiv.

## Karriere
Olli Juolevi spielte in seiner Jugend für die Nachwuchsabteilungen des IHK Helsinki sowie der Jokerit in seiner Heimatstadt. Für die U20 der Jokerit debütierte er bereits in der Saison 2013/14 in der Nuorten SM-liiga, der höchsten Juniorenliga Finnlands. Im Sommer 2014 vertrat der Abwehrspieler sein Heimatland erstmals auf internationalem Niveau beim Ivan Hlinka Memorial Tournament 2014. In der folgenden Spielzeit 2014/15 etablierte sich Juolevi in der U20 der Jokerit und kam auf 32 Scorerpunkte in 44 Spielen, sodass er bester Rookie und bester Verteidiger der Nuorten SM-liiga ausgezeichnet wurde. Darüber hinaus war er Teil der finnischen Auswahl, die beim Europäischen Olympischen Winter-Jugendfestival 2015 die Bronzemedaille errang.
Anschließend entschloss sich Juolevi zu einem Wechsel nach Nordamerika, wo er sich den London Knights aus der Ontario Hockey League (OHL) anschloss, die ihn im CHL Import Draft 2015 an 45. Position ausgewählt hatten. Der Verteidiger etablierte sich prompt im Kader der Knights und gewann mit ihnen die Playoffs um den J. Ross Robertson Cup, wobei er ins OHL Second All-Rookie Team sowie ins OHL Third All-Star Team berufen wurde. Ebenso setzte sich das Team im anschließenden Memorial Cup 2016 durch, wobei Juolevi sieben Assists in vier Spielen verbuchte und somit ebenfalls ins All-Star Team des Turniers gewählt wurde. Parallel dazu nahm er mit der finnischen U20-Nationalmannschaft an der U20-Weltmeisterschaft 2016 teil und gewann dort die Goldmedaille. Dabei führte der Finne alle Verteidiger des Turniers in Vorlagen (9) an und wurde abermals ins All-Star Team des Turniers berufen. Nach dieser Saison wurde Juolevi einhellig als eines der vielversprechendsten Talente im anstehenden NHL Entry Draft 2016 gehandelt, in dem ihn schließlich die Vancouver Canucks an fünfter Position auswählten. Im August 2016 unterzeichnete er bei den Canucks einen Einstiegsvertrag, kehrte jedoch zur Saison 2016/17 für ein weiteres Jahr in die OHL zurück. Ferner vertrat er Finnland über den Jahreswechsel erneut bei der U20-Weltmeisterschaft, wobei er die Mannschaft als Kapitän anführte.
Bei der Vorbereitung auf die Saison 2017/18 konnte sich Juolevi keinen Stammplatz bei den Canucks erarbeiten, sodass er in seine Heimat an den Turun Palloseura verliehen wurde, um ihm weiterhin Spielpraxis zu gewähren. Ferner nahm er mit der finnischen Auswahl ein drittes Mal an der U20-Weltmeisterschaft teil, verpasste mit dem Team aber wie im Vorjahr die Medaillenränge. Mit Beginn der Saison 2018/19 wechselte Juolevi fest in die Organisation der Canucks und wurde vorerst an deren Farmteam abgegeben, die Utica Comets aus der American Hockey League (AHL). Dort bestritt er 18 Partien, in denen er 13 Punkte verzeichnete, ehe er sich im Dezember 2018 eine Knieverletzung zuzog, aufgrund derer er den Rest der Saison ausfiel.
Im Rahmen der Stanley-Cup-Playoffs 2020 gab Juolevi schließlich sein Debüt für die Canucks in der National Hockey League (NHL), wobei es jedoch vorerst bei einem Einsatz blieb. Mit Beginn der Spielzeit 2020/21 etablierte er sich jedoch in Vancouvers NHL-Aufgebot, wurde jedoch kurz vor dem Start der Saison 2021/22 – im Oktober 2021 – zu den Florida Panthers transferiert. Im Gegenzug wechselten seine Landsleute Juho Lammikko und Noah Juulsen zu den Canucks. Bei den Panthers kam der Finne bis Anfang März 2022 lediglich zu zehn Einsätzen. Als er schließlich auf den Waiver gesetzt wurde, wählten ihn die Detroit Red Wings aus. Dort beendete er die Saison 2021/22, ehe er sich im Juli 2022 als Free Agent den Anaheim Ducks anschloss. Nachdem er dort im gesamten Saisonverlauf ohne NHL-Einsatz geblieben und ausschließlich in der AHL für die San Diego Gulls aufgelaufen war, kehrte der Verteidiger im Oktober 2023 nach Europa zurück. Dort schloss er sich bis November 2023 dem Timrå IK aus der Svenska Hockeyligan (SHL) an, ehe er in sein Heimatland zu Tappara Tampere zurückkehrte und am Saisonende mit dem Team finnischer Meister wurde.

## Erfolge und Auszeichnungen
| - 2015 Yrjö Hakala -palkinto - 2016 J.-Ross-Robertson-Cup-Gewinn mit den London Knights - 2016 OHL Second All-Rookie Team - 2016 OHL Third All-Star Team | - 2016 Memorial-Cup-Gewinn mit den London Knights - 2016 Memorial Cup All-Star Team - 2017 OHL Third All-Star Team - 2024 Finnischer Meister mit Tappara |

### International
- 2015 Bronzemedaille beim Europäischen Olympischen Winter-Jugendfestival
- 2016 Goldmedaille bei der U20-Junioren-Weltmeisterschaft
- 2016 All-Star Team der U20-Junioren-Weltmeisterschaft

## Karrierestatistik
Stand: Ende der Saison 2023/24

### International
Vertrat Finnland bei:
| - Ivan Hlinka Memorial Tournament 2014 - Europäisches Olympisches Winter-Jugendfestival 2015 - U20-Junioren-Weltmeisterschaft 2016 | - U20-Junioren-Weltmeisterschaft 2017 - U20-Junioren-Weltmeisterschaft 2018 |

(Legende zur Spielerstatistik: Sp oder GP = absolvierte Spiele; T oder G = erzielte Tore; V oder A = erzielte Assists; Pkt oder Pts = erzielte Scorerpunkte; SM oder PIM = erhaltene Strafminuten; +/− = Plus/Minus-Bilanz; PP = erzielte Überzahltore; SH = erzielte Unterzahltore; GW = erzielte Siegtore; 1 Play-downs/Relegation; Kursiv: Statistik nicht vollständig)